# Пета-
пета- (позначення: П або P) — префікс у системі SI, що дає кратність 1015 (1 000 000 000 000 000 або один квадрильйон).
Префікс затверджено 1975 року. Назва походить від грецького слова πέντε (пента), що означає «п'ять», оскільки вона еквівалентна 10005.

### Приклади
- Еквівалентність маси та енергії становить 89,876 петаджоулів на кілограм матерії.
- 1 світловий рік = 9,461 петаметрам